# هيرمان بوون
هيرمان بوون (بالإنجليزية: Herman Boone)‏ هو مدرب رياضي أمريكي، ولد في 28 أكتوبر 1935 في روكي ماونت في الولايات المتحدة.

## وصلات خارجية
- هيرمان بوون على موقع IMDb (الإنجليزية)